# Sowerby (West Yorkshire)
Sowerby – wieś w Anglii, w hrabstwie ceremonialnym West Yorkshire, w dystrykcie metropolitalnym Calderdale. Leży 28 km na zachód od miasta Leeds i 273 km na północny zachód od Londynu.